# Journée internationale de la fille
 (septembre 2021).
La Journée internationale de la fille est célébrée chaque année le 11 octobre depuis 2012. La consécration de cette journée est due au fait que les petites filles et les adolescentes font face à des difficultés particulières, liées notamment à leur condition d'enfant et de personne de type féminin. Dans le monde, les filles font face à des difficultés et des obstacles spécifiques et leurs droits humains, et en particulier ceux liés aux droits de l'enfant et aux droits des femmes ne sont pas toujours respectés. L'Organisation des Nations unies a mis en place cette journée afin de mieux faire reconnaître les droits des filles et la situation de celles-ci dans le monde.
Chaque année à cette date, le Fonds des Nations Unies pour l'enfance (UNICEF) lance une nouvelle campagne « pour donner à des filles la possibilité de faire entendre leur voix et de se mobiliser pour leurs droits ».
Cette journée est différentes de la journée internationale des femmes célébrée chaque année le 8 mars.

## Historique
La journée internationale (des droits) de la fille fut initialement une initiative de Plan International, une organisation non gouvernementale (ONG) qui opère dans le monde entier. Plan International mène depuis plus de 80 ans plus de 500 projets pour la protection des droits des filles dans 52 pays d’Asie, Afrique, et d'Amérique latine. L’ONG a mené un travail de plaidoyer pour la cause de cette catégorie vulnérable depuis plusieurs années,.

## Internationalisation
En 1995, avait eu lieu la Quatrième conférence mondiale sur les femmes, à Pékin ; à la suite de négociations internationales, elle avait notamment abouti à la Déclaration et au Programme d'action de Pékin, considéré comme le plus important en matière de favorisation de l'avancement du droit des femmes et des filles.
En décembre 2011, l'Assemblée générale des Nations unies a adopté une résolution fixant le 11 octobre 2012 comme la première Journée internationale (des droits) de la fille, ; cette journée est notamment promulguée en vue de faire reconnaître les droits des filles ainsi que les obstacles spécifiques auxquels elles peuvent être confrontées dans le monde.
La résolution stipule que la Journée (des droits) de la fille reconnaît que l'autonomisation des filles, l'investissement dans leur éducation, qui sont essentiels pour la croissance économique, l'éradication de la pauvreté, ainsi que la participation significative des filles dans les décisions qui les concernent, sont les clés pour briser le cycle de la discrimination et de la violence, pour promouvoir et protéger leur capacité à jouir pleinement de leurs droits. La Journée (des droits) de la fille reconnaît également le soutien et la collaboration de leurs parents, de leurs tuteurs légaux, de leurs familles, des prestataires de soins, ainsi que des garçons, des hommes et de la communauté au sens large. 
Tous les États membres des Nations unies, les organismes qui y sont rattachés, les organisations internationales, la société civile, ont alors été invités à célébrer la Journée internationale de la fille et à sensibiliser l’opinion à la situation des filles partout dans le monde. 

## Objectifs
Cette manifestation a pour but de soutenir l'amélioration des perspectives d'avenir laissées aux jeunes filles et de sensibiliser l'opinion aux inégalités dont elles souffrent à travers le monde en raison de leur sexe. Ces inégalités concernent notamment l'accès à l'éducation, la nutrition, les droits juridiques, les soins médicaux, la protection contre la discrimination, la violence et le mariage forcé.

## Thèmes des Journées

### Choix des thèmes
Au niveau de l’Organisation des Nations unies, un thème est choisi chaque année.

### Journée 2012: «Ma vie, mes droits, mettre fin aux mariages d’enfants»
Le thème de la journée internationale de la fille 2012 est « Ma vie, mes droits, mettre fin aux mariages d’enfants ». Cette année-là, l'ONU précise ce choix est dû au fait que « le mariage d'enfants qui constitue une violation des droits humains fondamentaux et perturbe tous les aspects de la vie d'une fille » et que ce phénomène a une grandeur ampleur car dans le monde en 2011-2012, en ce qui concerne les femmes âgées entre 20 et 24 ans, plus d'une sur trois a été mariée avant ses 18 ans, un tiers de celles-ci ayant même été mariée avant leurs 15 ans . De plus, le fait qu'il n'y ait plus de mariages d'enfants dans le monde réduira les risques d'exposition à la violence, la maternité précoce, l'infection par le VIH et la mortalité ou l'invalidité liées à la maternité et l'accouchement.
Pour la première édition, l'ONG Plan international France a fait installer une fresque de dix mètres sur le parvis de l'Hôtel de ville à Paris.

### Journée 2016: «Progrès pour les filles = Progrès pour les objectifs: Un mouvement mondial en faveur des données sur les filles»
Le thème de la journée internationale de la fille 2016 est « Progrès pour les filles = Progrès pour les objectifs : Un mouvement mondial en faveur des données sur les filles ». Elle a lieu l'année suivant le lancement du Programme de développement durable à l'horizon 2030 et y fait référence, notamment en ce qui concerne les Objectifs de développement durable. Lors de cette journée, l'ONU souhaite mettre en avant le besoin qu'il y a d'« améliorer les données disponibles sur les conditions de vie des filles et sur les problèmes qui freinent leur développement personnel », tout en soulignant à nouveau que le mariage forcé des enfants est un facteur important dans la limitation des progrès des droits des filles et dans leur situation tout au long de leur vie (moins d'accès à l'éducation, plus de risques de subir des violences physiques et sexuelles, plus de risques liés à des grossesses précoces).
L'ONG Plan International France a lancé une campagne nationale soutenue par une grande manifestation et relayé sur les réseaux sociaux via le hashtag #LesFillesOntUnPlan. Celle-ci s’est tenue près du métro Filles du Calvaire, sur la place du cirque d’hiver, pour l’occasion renommée « PLACE CALVAIRE DES FILLES ». Pour marquer l'évènement, la ministre des Familles, de l'enfance et des droits des femmes, Laurence Rossignol, avait symboliquement inauguré cette place éphémère.

### Journée 2017: «Autonomisons les adolescentes: Avant, pendant et après les crises»
Le thème de la journée internationale de la fille 2017 est « Autonomisons les adolescentes : Avant, pendant et après les crises ». Des millions des filles vivant actuellement dans des situations de crise, ce thème cherche à attirer l’attention de la communauté internationale afin de répondre aux défis que rencontrent les filles avant, pendant et après une crise. En 2016-2017, selon ONU Femmes, dans le monde, « toutes les 10 minutes une adolescente meurt, victime de violence. En cas de crise humanitaire, la violence sexiste s’aggrave souvent, soumettant les filles à la violence sexuelle et physique, au mariage précoce, à l’exploitation et à la traite. Les adolescentes vivant dans les zones de conflits sont 90 pour cent plus susceptibles de ne pas être scolarisées, comparé aux adolescentes des pays en paix. Cette situation compromet leurs perspectives d’avenir en matière d’emploi et d’indépendance financière à l’âge adulte ».
« Fille d'aujourd'hui, femme de demain » est le slogan choisi par l'ONG Plan International pour la célébration de cette journée.
Chaque année, une ville est désignée pour être la capitale mondiale pour les droits des filles. En 2017, Paris a été élue. Un débat est organisé par l'ONG Plan International dans le IVe arrondissement de Paris. Des jeunes militantes du Mali, de Guinée, du Sénégal et d’Indonésie pourront débattre avec des femmes militantes du monde entier des enjeux et des facteurs d’émancipation des filles et des jeunes femmes des Pays en développement.

### Journée 2018: «Avec elle: encourager l’instruction et la qualification professionnelle des filles»
Le thème de la journée internationale de la fille 2018 est : « Avec elle : encourager l’instruction et la qualification professionnelle des filles ».

### Journée 2019
Pour cette édition, l'ONG Plan international a fait appel à de nombreuses personnalités, afin qu'elles se mobilisent sur les réseaux sociaux à l'instar d'Alessandra Sublet, Fauve Hautot ou Laure Manaudou. L'objectif est de sensibiliser à la situation des filles qui sont les premières victimes de violences et discriminations au monde.

### Journée 2020
L'UNICEF a choisi pour cette année 2020 le thème « Ma voix, l'égalité pour notre avenir ».
Selon l'ONU et l'UNICEF, la journée internationale de la fille 2020 se centre particulièrement sur les demandes de filles : « mener une vie débarrassée de la violence fondée sur le genre, des pratiques néfastes et du VIH et du sida ; apprendre de nouvelles compétences pour aborder l’avenir qu’elles choisissent ; prendre la tête d’une génération d’activistes qui accélèrent le changement social »,.
Les récits de filles et adolescentes ainsi que d'organisations dirigées par celles-ci sont particulièrement mis en avant lors de la campagne annuelle de l'UNICEF cette année-là.
Pour célébrer cette journée, l'ONG Plan International France, aux côtés de son ambassadrice, Kadidiatou Diani, a choisi d'évoquer "l'émancipation des jeunes filles par le sport" .

### Journée 2021
Le thème de la journée internationale de la fille 2021 est «Génération numérique, notre génération».
Dans ce cadre, l'ONG Plan international France a publié un rapport intitulé «Pour une éducation inclusive des filles et des jeunes femmes au numérique» élaboré sur la base d'une étude réalisée sur 26 000 filles dans 32 pays.
L'ONG rappelle la nécessité d'alerter sur la nécessité pour elles d’être "connectées pour pouvoir s’émanciper".

### Journée 2022
Le thème de la journée internationale de la fille 2022 est "Notre temps est venu. Nos droits, notte avenir."

### Journée 2023
Le thème de la journée internationale de la fille 2023 est "Investir dans les droits les fille. notre leadership, notre bien-être"

### Journée 2024
Le thème de la journée internationale de la fille 2024 est "Vision des filles pour l'avenir"